# František Suchý Pražský
František Suchý, označovaný jako František Suchý Pražský nebo Komárenský (21. dubna 1891, Březové Hory – 13. června 1973, Praha) byl český hudební skladatel a spisovatel, sběratel a upravovatel lidových písní.

## Život
Vystudoval učitelský ústav v Příbrami. Stal se učitelem v Městci Králové a v Dymokurech. V letech 1913–1914 byl mimořádným posluchačem Pražské konzervatoř a hudební vzdělání si prohloubil studiem u Arthura Nikische v Lipsku. V roce 1916 byl odveden na vojnu a po válce učil v Sučanech. V roce 1921 se stal odborným učitelem v Turčianskom Svätom Martině a později ředitelem měšťanské školy v Komárně. Založil a řídil Turčianskou filharmonii, dirigoval Orchestrální sdružení Osvětového svazu v Komárně a byl sbormistrem komárenského Spevokolu. Po vyhlášení Slovenského státu se vrátil do Prahy a působil na školách v Bubenči a v Košířích. Řídil Orchestrální sdružení pražských učitelů.
Po celý život sbíral a upravoval lidové písně. Zabýval se rovněž loutkářstvím a psal hudbu pro loutkové divadlo. Rozsáhlá byla i jeho činnost literární a publicistická.

## Dílo

### Jevištní díla
- Lásky div (opera, Julius Zeyer,1924)
- Havéři (opera, 1957)
- Loutky a lidé (opera, nedokončeno)
- Porcelánové království (balet, 1922)
- Kouzelný věneček (balet, 1957)
- Škola hrou, dětský balet (1962)
- Rachel (scénický melodram, text Pavol Országh Hviezdoslav, 1925)

### Orchestrální skladby
- Doiny, rumunské selanky pro smyčcový orchestr a dechovou harmonii (1918)
- Velký Permon, symfonický pochod (1925)
- Rokoková suita (1931)
- Hornická symfonie „Stříbrné město“ (1935)
- Baletní suita (1936)
- Vinařská suita pro koncertantní violu (1955)
- Symfonické trifolium (1962)
- Lázeňská suita (1963)
- Tance ze Žitného ostrova (1964)
- Scherzo bifiatato pro flétnu, lesní roh a orchestr (1965)

### Chrámové skladby
- Blahoslavení čistého srdce (kantáta na text Andreje Sládkoviče a bible, 1930)
- Missa festiva Pascha nostrum pro smíšený sbor a varhany (1939)
- Preludium a postludium pro varhany (1945)

### Písně a sbory
- Tři pastorely (1909)
- Věčný boj (mužský sbor, 1909)
- Píseň o slunci, zemi, vodách a tajemství ohně (1930)
- Havéři (1944)
- Praha – píseň Čech (1941)
- Deset hornických písní (1947)
- Velký Permon, cyklus písní pro baryton s průvodem orchestru (1963)

### Komorní hudba
- Fantasie z českých písní pro smyčcový kvartet (1909)
- Dvě nokturna pro klavír (1918)
- Kvintet pro dechové nástroje (1936)
- Nonet (1945)
- Fantasie pro hoboj a klavír (1970)
- Komorní triforium, smyčcový sextet

### Sbírky lidových písní
- Dymokurské koledy (1913)
- Dymokurské písně (1915)
- Slovenské vojenské (1922)
- Hornické písně (1950)
- Lidové písně a tance z Polabí (1955)

### Tvorba pro děti
- 12 národních písní o českých městech pro 3-hlasý dětský sbor
- Šurina, pán král a Otolienka. Pohádka o nenávisti a láske so šťastlivým koncom
- Houslista, loutková hra ze života mladého hudebníka
- Hudební povídky
- Testy z hudební výchovy